# Гімнастика на літніх Олімпійських іграх 1952
Змагання з гімнастики на літніх Олімпійських іграх 1952 в Гельсінкі тривали з 19 до 24 липня в Мессугаллі. Розіграно 15 комплектів нагород у спортивній гімнастиці (8 серед чоловіків і 7 серед жінок). Чоловічі змагання відбулися у Вистаковій залі I, жіночі - у меншій Вистаковій залі II.

## Медальний залік

### Чоловіки
| Дисципліни         | Золото | Срібло | Бронза |
| ------------------ | --- | --- | --- |
| Абсолютна першість | Віктор Чукарін (URS) | Грант Шагінян (URS) | Йозеф Штальдер (SUI) |
| Командна першість  | СРСР (URS) Володимир Бєляков Йосип Бердієв Віктор Чукарін Євген Корольков Дмитро Леонкін Валентин Муратов Михайло Перльман Грант Шагінян | Швейцарія (SUI) Ганс Ойґстер Ернст Фівіан Ернст Ґебендінґер Жак Ґюнтард Ганс Шварцентрубер Йозеф Штальдер Мельхіор Тальманн Жан Чабольд | Фінляндія (FIN) Пааво Аалтонен Калеві Лайтінен Онні Лаппалайнен Кайно Лемпінен Берндт Ліндфорс Олаві Рове Гейккі Саволайнен Калеві Віскарі |
| Вільні вправи      | Віллам Торессон (SWE) | Єжи Йокель (POL) Тадао Уесако (JPN) | не нагороджували |
| Перекладина        | Жак Ґюнтард (SUI) | Йозеф Штальдер (SUI) Альфред Шварцманн (GER)                                                                                            | не нагороджували |
| Паралельні бруси   | Ганс Ойґстер (SUI) | Віктор Чукарін (URS) | Йозеф Штальдер (SUI) |
| Кінь               | Віктор Чукарін (URS) | Грант Шагінян (URS) Євген Корольков (URS)                                                                                               | не нагороджували |
| Кільця             | Грант Шагінян (URS) | Віктор Чукарін (URS) | Дмитро Леонкін (URS) Ганс Ойґстер (SUI) |
| Опорний стрибок    | Віктор Чукарін (URS) | Масао Такемото (JPN) | Такаші Оно (JPN) Тадао Уесако (JPN) |

### Жінки
| Дисципліни                  | Золото | Срібло | Бронза |
| --------------------------- | --- | --- | --- |
| Абсолютна першість          | Марія Гороховська (URS) | Ніна Бочарова (URS) | Маргіт Коронді (HUN) |
| Командна першість           | СРСР (URS) Ніна Бочарова Пелагея Данилова Марія Гороховська Катерина Калинчук Галина Мінаїчева Галина Шамрай Галина Урбанович Медея Джугелі | Угорщина (HUN) Андреа Бодо Ірен Дарухазі-Карчич Ержебет Гуляш-Кетелеш Агнеш Келеті Маргіт Коронді Едіт Переньї-Векінгер Ольга Ташш Марія Кеві-Залаї | Чехословаччина (TCH) Гана Бобкова Альона Чадимова Яна Рабасова Альона Рейхова Матильда Шинова Божена Срнцова Віра Ванчурова Ева Вехтова             |
| Колода                      | Ніна Бочарова (URS) | Марія Гороховська (URS) | Маргіт Коронді (HUN) |
| Вільні вправи               | Агнеш Келеті (HUN) | Марія Гороховська (URS) | Маргіт Коронді (HUN) |
| Різновисокі бруси           | Маргіт Коронді (HUN) | Марія Гороховська (URS) | Агнеш Келеті (HUN) |
| Опорний стрибок             | Катерина Калинчук (URS) | Марія Гороховська (URS) | Галина Мінаїчева (URS) |
| Командні вправи з предметом | Швеція (SWE) Карін Ліндберґ Анн-Софі Петтерссон Еві Берґґрен Ґун Рерінґ Єта Петтерссон Інґрід Сандаль Єрдіс Нордін Ванья Бломберґ           | СРСР (URS) Марія Гороховська Ніна Бочарова Галина Мінаїчева Галина Урбанович Пелагея Данилова Галина Шамрай Медея Джугелі Катерина Калинчук         | Угорщина (HUN) Маргіт Коронді Агнеш Келеті Едіт Переньї-Векінгер Ольга Ташш Ержебет Гуляш-Кетелеш Марія Кеві-Залаї Андреа Бодо Ірен Дарухазі-Карчич |

## Таблиця медалей
| Місце               | Країна               | Золото | Срібло | Бронза | Загалом |
| ------------------- | -------------------- | ------ | ------ | ------ | ------- |
| 1                   | СРСР (URS)           | 9      | 11     | 2      | 22      |
| 2                   | Швейцарія (SUI)      | 2      | 2      | 3      | 7       |
| 3                   | Угорщина (HUN)       | 2      | 1      | 5      | 8       |
| 4                   | Швеція (SWE)         | 2      | 0      | 0      | 2       |
| 5                   | Японія (JPN)         | 0      | 2      | 2      | 4       |
| 6                   | Німеччина (GER)      | 0      | 1      | 0      | 1       |
| 6                   | Польща (POL)         | 0      | 1      | 0      | 1       |
| 8                   | Фінляндія (FIN)      | 0      | 0      | 1      | 1       |
| 8                   | Чехословаччина (TCH) | 0      | 0      | 1      | 1       |
| Загалом (9 збірних) | Загалом (9 збірних)  | 15     | 18     | 14     | 47      |